# 14世纪
| 千纪： | 1千纪 \| 2千纪 \| 3千纪                                                                                              |
| 世纪： | 11世纪 \| 12世纪 \| 13世纪 \| 14世纪 \| 15世纪 \| 16世纪 \| 17世纪                                                   |
| 年代： | 1300年代 \| 1310年代 \| 1320年代 \| 1330年代 \| 1340年代 \| 1350年代 \| 1360年代 \| 1370年代 \| 1380年代 \| 1390年代 |

1301年1月1日至1400年12月31日的这一段期间被称为14世紀。
14世纪是欧洲文艺复兴运动的主要时期，许多古文明文化被重新发掘，并且奠定了现代科学的基础，其中宗教方面的发展尤为突出。

## 重要事件、发展与成就
科学技术：
- 火药、火砲、香水傳入歐洲。

战争与政治：
- 1309年，教宗成為法國國王的人質，聖座從羅馬遷至亞維農。亞維農教廷時期開始。
- 1333年，日本鎌倉幕府滅亡，進入南北朝時代與室町時代。
- 1339年，英国与法国开始百年战争。
- 1353年，伊兒汗國滅亡。
- 1370年，帖木兒建國。
- 1371年，洪武四年十二月朱元璋颁布“禁海令”
- 1388年，元朝（蒙古）滅亡。
- 馬雅文明城邦開始爭戰不休，文化開始式微。

天灾人祸：
- 洪洞赵城地震：1303年9月17日，中国山西洪洞、赵城一带发生8级地震，造成200,000到475,800人死亡[1]，大震后余震数年不止，加之连续三年天旱无收，人民饥寒交迫，流离失所。
- 黑死病：人类历史上极严重的瘟疫之一。一般认为起源于亚洲，一说起源于中亚[2]， 一说起源于喜马拉雅山区[3]，一说起源于黑海城市卡法，约在14世纪40年代散布到整个欧洲，而“黑死病”之名是当时欧洲的称呼。这场瘟疫在全世界造成了大约7500万人死亡，根据估计，瘟疫爆发期间的中世纪欧洲约有占人口总数30%-60%的人死于黑死病。
- 明初四大案：明朝初期，明太祖朱元璋为消灭他认为对他的朝廷有威胁的人、整顿吏治、惩治贪污而策划的著名四大事件或屠杀；分别为：洪武十三年（1380年）的胡惟庸案，九年或十五年（1376年或1382年）的“空印案”，十八年（1385年）的郭桓案，二十六年（1393年）的蓝玉案。胡惟庸与蓝玉案件习称“胡蓝之狱”，是朱元璋诛杀开国功臣的政治事件，而“空印案”与“郭桓案”则是对涉嫌贪墨的官吏进行大规模的镇压。朱元璋在这些案件中疯狂株连，一共处决了数万人。

文化娱乐：
- 文艺复兴首先从佛罗伦萨兴起。
- 北山文化在日本兴起。
- 元曲

社會與經濟：
- - 汉萨同盟进入鼎盛，欧洲商业交通网基本形成

疾病与医学：
环境与自然资源：
宗教與哲學：
- - 禅宗在日本继续发展，大德寺、妙心寺、天龙寺建立